# 雷杰 (1962年)
雷杰（1962年6月—），女，汉族，山东莱芜人，中华人民共和国政治人物，曾任中共济南市委副书记，现任济南市政协主席，第十三届全国政协委员。